# Geoffrey Callender
Sir Geoffrey Arthur Romaine Callender (* 25. November 1875 in Didsbury; † 6. November 1946 in Greenwich (London)) war ein britischer Marinehistoriker. Er war ab 1937 der  Direktor des National Maritime Museum in Greenwich (London).
Er war der älteste Sohn des Besitzers einer Baumwollspinnerei im Raum Manchester, ging in Oxford zur Schule und studierte an der Universität Oxford (Merton College) Geschichte (Modern History) mit dem Abschluss 1897. Ab 1905 lehrte er am zwei Jahre zuvor gegründeten Royal Naval College in Osborne House auf der Isle of Wight Marinegeschichte, Geschichte und Englisch und stand ab 1913 der Abteilung vor. 1921 wechselte er an das Royal Naval College in Dartmouth (Devon) und 1922 an das von Greenwich, das damals durch Einführung eines Staff College und War College aufgewertet wurde.
1920 wurde er Ehren-Sekretär und  Schatzmeister der Society for Nautical Research. In dieser Funktion stand er hinter deren Kampagne zum Erhalt der Victory und zur Gründung des National Maritime Museums. Dessen Basis bildete die Sammlung des Naval College und der durch Callender 1928 getätigte Ankauf der Macpherson-Sammlung mariner Drucke. Mäzene wie der Reeder James Caird (1864–1954) unterstützten diese Initiativen – dieser bezahlte sowohl den Ankauf der Drucke als auch den Umbau des künftigen Museums und war schon bei der Restaurierung der  HMS Victory engagiert. Als Sitz wurde das Queen’s House in Greenwich ausgewählt, früher Sitz der Royal Hospital School. 1934 wurde die Gründung des Museums offiziell beschlossen und Callender der erste Direktor, der daraufhin seine Professur am Royal Naval College aufgab (sein Nachfolger wurde Michael Lewis). 1937 wurde das Museum eröffnet. Er starb in seinem Museum an einem Herzanfall.
Da er in seiner Anfangszeit als Lehrer für Marinegeschichte am Royal Naval College kein geeignetes Lehrbuch fand, schrieb er selbst ein dreibändiges Lehrbuch Sea Kings of Great Britain. Sein bekanntestes Werk ist The Naval Side of British History (1924).
Er heiratete nie. 1938 wurde er als Knight Bachelor geadelt.

## Schriften
- The Life of Nelson, Longmans, Green 1912
- Sea Kings of Britain, 3 Bände, London: Longmans Green, 1907 bis 1911, Band 1
- The Naval Side of British History, London: Christophers 1924
- The Queen’s House, Greenwich: a short history, 1617-1937, National Maritime Museum 1967
- Herausgeber und Kommentator: Southey’s Life of Nelson, New York: Dutton 1922, Archive
- Herausgeber von Stephen Martin Leake (1702–1773):  The life of Sir John Leake, rear-admiral of Great Britain, 2 Bände, Navy Records Society 1920, Band 1, Band 2